# 전현주
전현주(1969년 8월 27일 ~ )는 대한민국의 범죄인이다. 박초롱초롱빛나리 유괴 살해 사건의 범인이다.